# CrRNA trans-attivatore
In biologia molecolare, il crRNA trans-attivatore (tracrRNA) è un piccolo RNA con un ruolo importante all'interno del sistema difensivo CRISPR/Cas; tuttavia, è codificato da un gene esterno al locus CRISPR. È stato scoperto per la prima volta nel patogeno Streptococcus pyogenes. Nei batteri e archea, CRISPR/Cas (acronimo dall'inglese Clustered, Regularly Interspaced Short Palindromic Repeats/CRISPR-associated proteins) costituisce un sistema difensivo che li protegge da invasioni virali o da plasmidi potenzialmente dannosi. 
Il processo difensivo è costituito fondamentalmente da tre fasi. Innanzitutto una copia del DNA invasore (fagico o plasmidico) è integrato all'interno del locus CRISPR. Dopodiché, esso viene trascritto producendo il cosiddetto pre-crRNA (CRISPR RNA non maturo). Infine, l'RNA viene reclutato da Cas9 formando un complesso attivo.
Vi sono numerose vie attraverso cui questo RNA può essere attivato; una delle meglio conosciute richiede la trans-attività del tracrRNA, il quale è in grado di complementarsi parzialmente con il pre-crRNA formando un ibrido di RNA a doppio filamento. Tale ibrido non maturo è soggetto a tagli ribonucleasici mediati dalla RNasi III, una ribonucleasi RNA-specifica, che genera il duplex maturo rappresentato dall'ibrido crRNA/tracrRNA. Questo ibrido di RNA è incorporato in un complesso effettore con la proteina endonucleasica Cas9, dove funge da RNA guida per il riconoscimento dell'acido nucleico estraneo, in seguito degradato da Cas9.
Dato il suo ruolo, il sistema CRISPR/Cas9 viene sfruttato nell'editing genomico (knockout) e per altre applicazioni che richiedono la manipolazione del genoma. 